# OnePlus
OnePlus (chiń. 一加科技; pinyin Yījiā Kējì) – chińskie przedsiębiorstwo zajmujące się produkcją smartfonów. Przedsiębiorstwo zostało założone 16 grudnia 2013 r., a swoją siedzibę ma w Shenzhen, w prowincji Guangdong w Chinach. Poza Chinami działa w 33 krajach (stan na 14 czerwca 2016 r.).

## Historia
OnePlus zostało założone 16 grudnia 2013 roku przez byłego wiceprezydenta Oppo Pete’a Lau i Carla Pei. Zgodnie z informacjami z chińskiego rządu Oppo jest jedynym instytucjonalnym udziałowcem w OnePlus. Pomimo tego, że Lau początkowo zaprzeczył jakoby OnePlus miał być przedsiębiorstwem całkowicie zależnym od Oppo, wraz z upublicznieniem raportów nadzorczych okazało się, że jest własnością Oppo i że są „w trakcie rozmów z innymi inwestorami”.
Głównym celem przedsiębiorstwa było zaprojektowanie smartfonu, który zbalansowałby wysoką jakość z ceną niższą od innych telefonów w tej klasie. Lau wyjaśnił, że „nigdy nie będziemy inni tylko po to, żeby być inni; wszystko, co zrobiliśmy, miało na celu poprawę doświadczenia użytkownika w codziennym użytkowaniu”. Wykazał też aspiracje bycia „Muji przemysłu technicznego”, kładąc nacisk na produkty wysokiej jakości z prostym, przyjaznym dla użytkownika designem. Kontynuując współpracę Laua z platformą od Oppo N1, OnePlus zawarł umowę licencyjną z Cyanogen Inc., aby oprzeć dystrybucję produktów przedsiębiorstwa na spersonalizowanej odmianie popularnego ROM CyanogenMod i wykorzystać ich znaki towarowe poza Chinami.
OnePlus zaprezentował swoje pierwsze urządzenie, OnePlus One, 23 kwietnia 2014 roku. W grudniu 2014 roku wraz z wydaniem OnePlus One w Indiach przez Amazon, OnePlus ogłosił także plany ugruntowania swojej obecności w tym kraju, z planami otwarcia 25 oficjalnych biur obsługi klienta w różnych miejscach w Indiach.
Sprzedaż urządzenia w Indiach została tymczasowo wstrzymana z powodu zarzutu, że sprzedaż w Indiach narusza wyłączne prawa firmy Micromax Mobile do dystrybucji produktów ze znakiem towarowym Cyanogen w Południowej Azji. Firma podjęła spór kwestionując argumenty i zwracając uwagę, że oprogramowanie oparte na Cyanogenie było inne niż to Micromaxu i że zgoda na wyłączność znaczyła zaledwie, że Cyanogen nie mógł podjąć się partnerstwa z żadną inną firmą z siedzibą w Indiach, oraz że nie negowała możliwości reklamowania produktów OnePlus w tym kraju z jego znakami towarowymi. OnePlus przygotowało nowy ROM nazwany Oxygen OS i podobny do CyanogenMod. Nowe dostawy telefonów OnePlus One nie miały logo Cyanogen.
W kwietniu 2014 roku OnePlus zatrudnił Han Hana jako ambasadora produktu w Chińskiej Republice Ludowej.

## Kontrowersje

### Kampania „Rozbij Przeszłość”
25 kwietnia 2014 roku OnePlus zapoczątkowała kampanię „Rozbij Przeszłość” (Smash the Past). Zgodnie z zasadami promocji, wybrani uczestnicy zostali poproszeni o zniszczenie swoich telefonów i udokumentowanie tego faktu w formie filmu, aby móc kupić OnePlus One za jednego dolara. W związku z niezrozumieniem warunków promocji wiele nagrań filmowych zostało opublikowanych przez przypadkowych użytkowników, którzy niszczyli swoje telefony przed datą jej startu.
Kampania była bardzo krytykowana ze względu na szkodę dla środowiska i wątpliwości związane z jej bezpieczeństwem w związku z faktem, że baterie oraz podzespoły telefonów narażały uczestników niszczących swoje telefony na ryzyko. OnePlus zgodził się, aby wygrani ofiarowali swoje telefony na działalność charytatywną. Na 140 tys. uczestników konkursu wyłoniono 100 zwycięzców.

### Wsparcie dla klientów OnePlus
Obsługa klientów OnePlus była szeroko krytykowana w internecie, w tym na portalach Reddit, XDA Developers i własnym forum OnePlus. Wielu klientów twierdziło, że musiało czekać dni lub nawet tygodnie na odpowiedzi od działu obsługi klientów od momentu, kiedy wysłali zgłoszenie. Innym klientom odmówiono naprawy gwarancyjnej z powodu zalania lub innego uszkodzenia, kiedy mogli oni udowodnić, że nie było takiego uszkodzenia przed wysłaniem telefonu do naprawy.

### Kabel typu C
Po wielu tygodniach skarg konsumentów na forach OnePlus i na Reddicie inżynier Google Benson Leung wykazał, że kabel USB-C i adapter USB-C do Micro USB (Type-C-to-Micro-USB) oferowane przez OnePlus nie są zgodne ze specyfikacją USB. Współzałożyciel OnePlus Carl Pei przyznał 26 listopada 2015 roku, że kabel i adapter faktycznie nie realizują specyfikacji USB i firma zaoferowała refundację zakupionego sprzętu.

## Urządzenia
OnePlus dotychczas wyprodukowało czternaście modeli telefonów:
- OnePlus One (CyanogenMod o kryptonimie „bacon”; ujawniony 23 kwietnia 2014 roku; międzynarodowe wydanie 6 czerwca 2014 roku)
- OnePlus 2 (ujawniony 27 lipca 2015 roku; międzynarodowe wydanie 11 sierpnia 2015 roku)
- OnePlus X (ujawniony 29 października 2015 roku; międzynarodowe wydanie 5 listopada 2015 roku)
- OnePlus 3 (zaprezentowany i wydany 14 czerwca 2016 roku)
- OnePlus 3T (zaprezentowany 15 listopada 2016 roku)
- OnePlus 5 (zaprezentowany 20 czerwca 2017 roku)
- OnePlus 5T (zaprezentowany 16 listopada 2017 roku)
- OnePlus 6 (zaprezentowany 16 maja 2018 roku)
- OnePlus 6T (zaprezentowany 6 listopada 2018 roku)
- OnePlus 7 (zaprezentowany 14 maja 2019 roku)
- OnePlus 7 Pro (zaprezentowany 14 maja 2019 roku)
- OnePlus 7T (zaprezentowany 2 października 2019 roku)
- OnePlus 7T Pro (zaprezentowany 2 października 2019 roku)
- OnePlus 8/pro (zaprezentowany 15 kwietnia 2020 roku)
- OnePlus Nord
- OnePlus Nord N10 5G
- OnePlus Nord N100

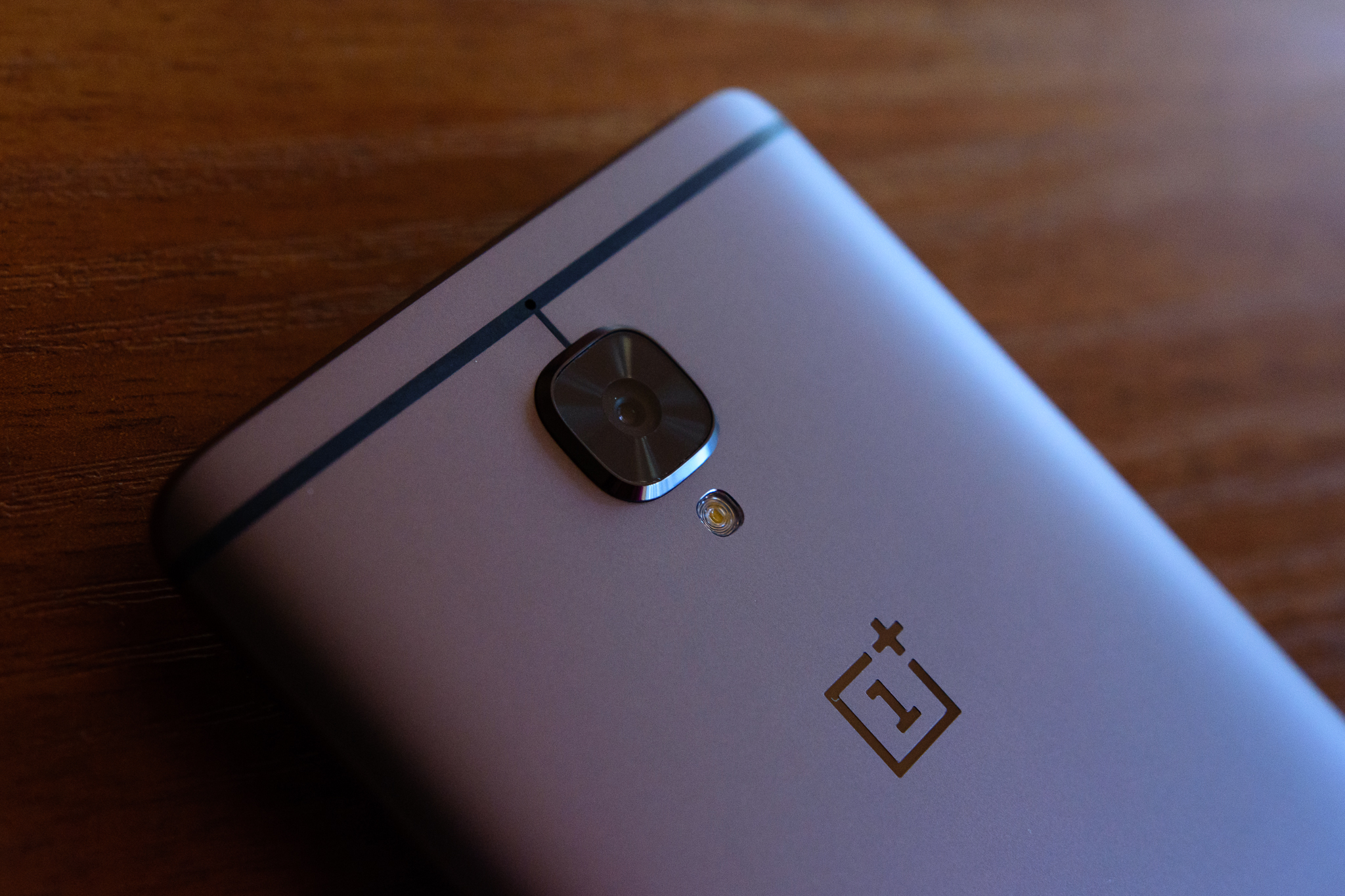
OnePlus 3T
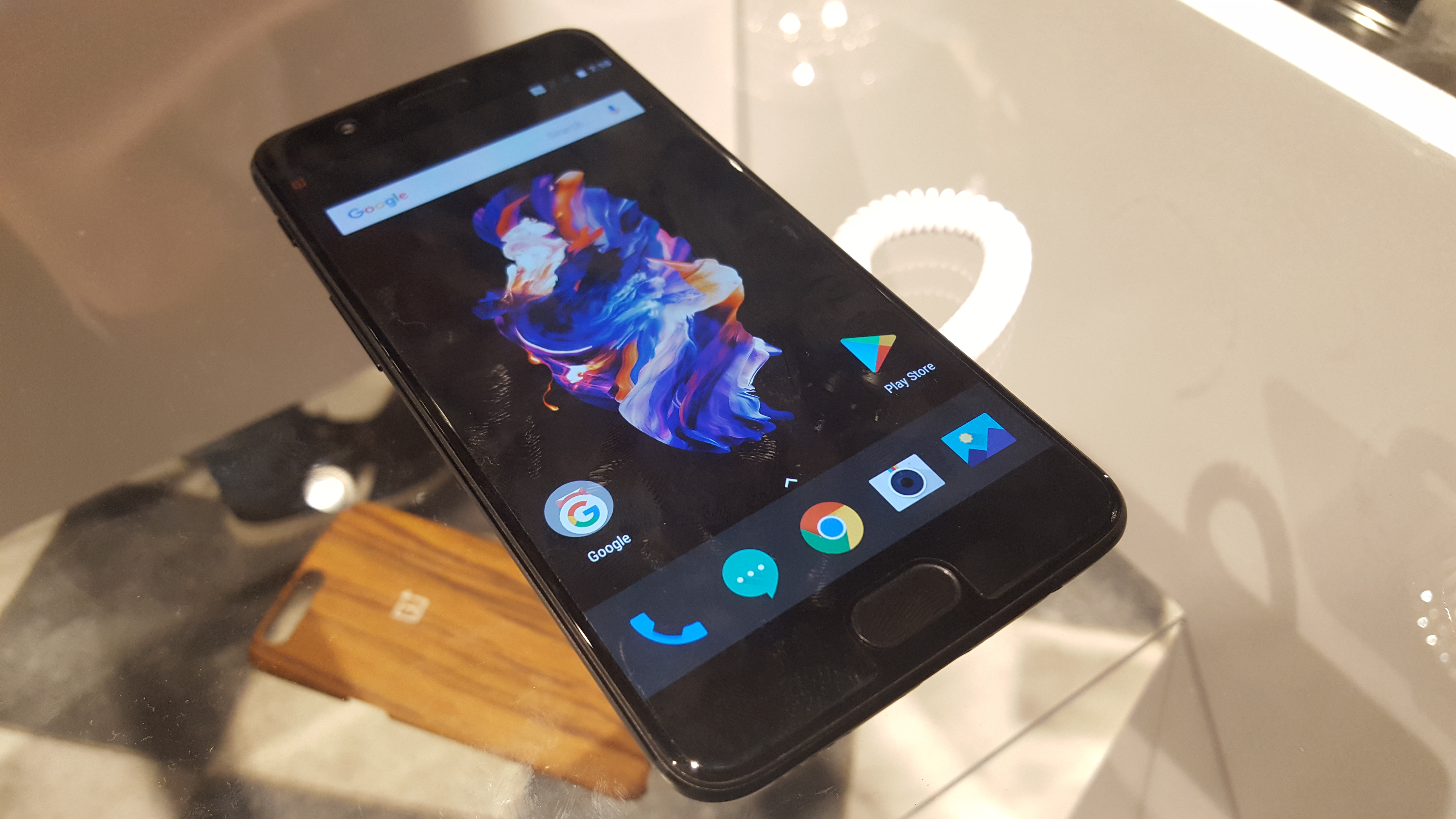
OnePlus 5
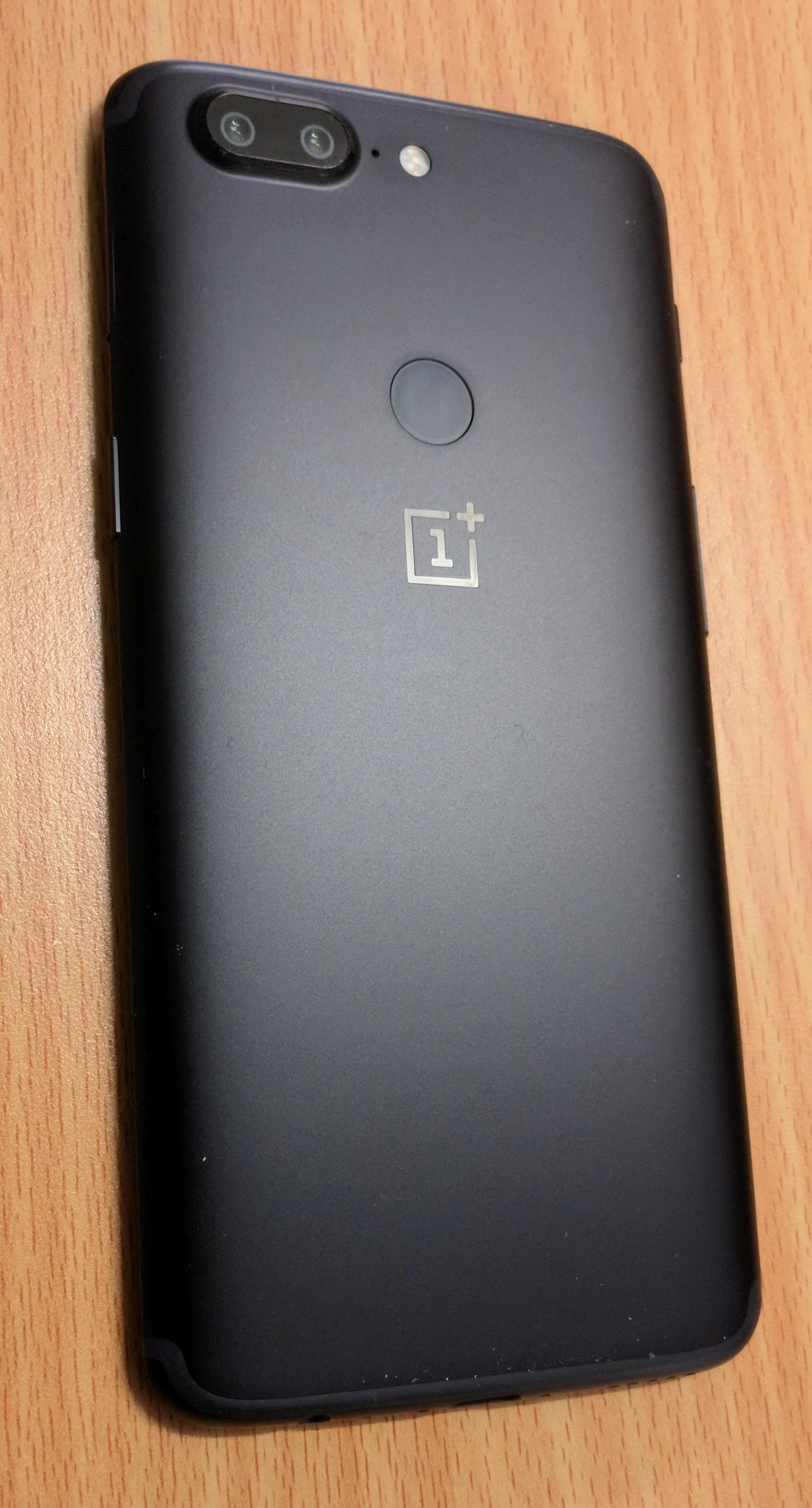
OnePlus 5T
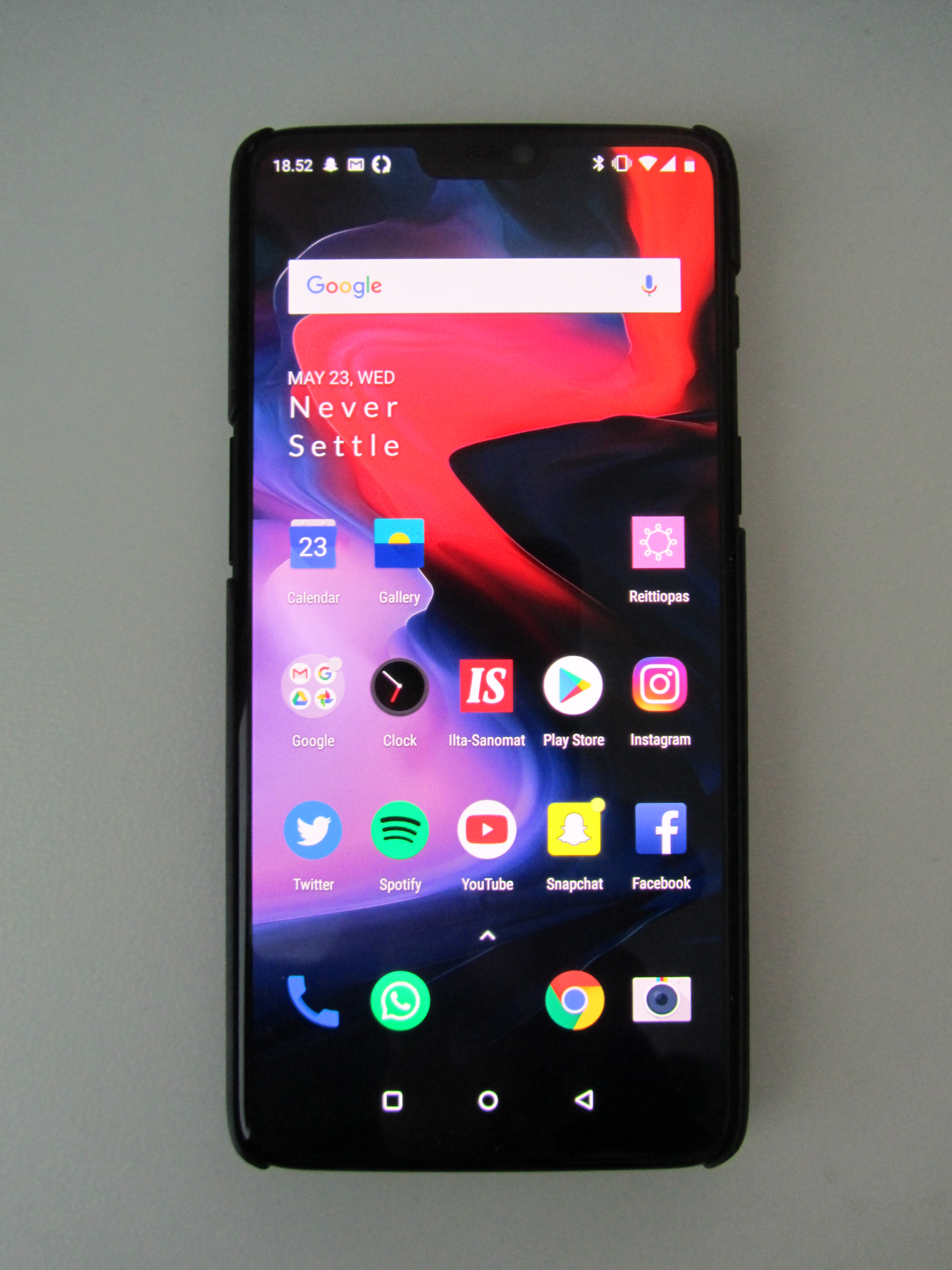
OnePlus 6